# SEFE Energy
Die SEFE Energy GmbH (vormals Wingas) mit Sitz in Kassel ist ein Energieunternehmen in Europa. 1993 wurde das Unternehmen als deutsch-russisches Unternehmen unter der Firmierung Wingas gegründet. Seit 2022 ist der Bund alleiniger Eigentümer der gesamten Unternehmensgruppe SEFE Securing Energy for Europe (SEFE).

## Hintergrund
Wingas wurde 1993 durch die BASF-Tochter Wintershall, einen  deutschen Erdöl- und Erdgasproduzenten, und die russische Gazprom für den gemeinsamen Erdgashandel und -vertrieb gegründet. 

### Entflechtung
Nach den Vorgaben des dritten Liberalisierungspakets der EU, welches durch die Novellierung des Energiewirtschaftsgesetzes in nationales Recht umgesetzt wurde, ist der Wingas-Konzern ab 2010 mit der Ausgliederung des Transportnetzes und der Speicheraktivitäten weitgehend entflochten und umstrukturiert worden. Im Zuge dieser Restrukturierung wurde 2012 die damalige Wingas GmbH & Co KG in die W & G Beteiligungs-GmbH & Co. KG (W&G) umgewandelt und das gesamte Gashandels- und -vertriebsgeschäft des Konzerns auf die neu gegründete Tochter Wingas GmbH übertragen.
Die W&G ist somit seit 2012 Muttergesellschaft der „neuen“ Wingas. Das Speichergeschäft der Wingas wird in der neu gegründeten Tochter Astora GmbH & Co. KG geführt.

### Eigentümerwechsel 2015 und Übernahme durch Bund 2022
Im Dezember 2013 genehmigte die EU-Kommission die komplette Übernahme von Wingas durch Gazprom, ein staatsnahes russisches Unternehmen.
Die endgültige Übernahme sollte im Herbst 2014 abgeschlossen sein. Im Dezember 2014 wurde der Asset-Swap (Anteilstausch) zwischen BASF und Gazprom aufgrund des aktuell schwierigen politischen Umfelds abgesagt.
Sodann vereinbarten die Partner am 4. September 2015 in Wladiwostok und Ludwigshafen, dass der Asset-Swap doch erfolgen wird. Der Anteilstausch wurde mit Ablauf des 30. September 2015 vollzogen.
Mit Wirkung zum 14. November 2022 ist der Bund alleiniger Eigentümer der gesamten Unternehmensgruppe SEFE Securing Energy for Europe (SEFE) und somit der Wingas geworden. Die Anteile an der SEFE hält der Bund mittelbar über die SEFE Securing Energy for Europe Holding GmbH („SEEHG“). Ziel ist es dadurch die Energieversorgung für Europa zu sichern und die Energiewende aktiv voranzutreiben.

### Umfirmierung
Mit Wirkung zum 6. Juni 2024 hat sich der Firmenname geändert. Aus Wingas wurde SEFE Energy GmbH. Als separate, eigenständige Unternehmen waren Wingas und SEFE Energy auf ihren jeweiligen Energiemärkten führend. Durch die Bündelung der Vertriebskapazitäten und des Know-hows können sie nun ein effizientes und ganzheitliches Portfolio bereitstellen, das den Kunden hilft, die strategischen Energieziele zu erreichen.
Um die Energieversorgung für Europa zu sichern und die  Energiewende aktiv voranzutreiben, ist SEFE erstmals auf der E-world 2023 (Energiefachmesse) in Essen unter einer einheitlichen Marke aufgetreten. Die Speichergesellschaft astora und die Vertriebsgesellschaft WINGAS wurden Teil der Marke SEFE. Zugleich harmonisierte das Unternehmen die Marken von SEFE Marketing & Trading sowie SEFE Energy unter dem einheitlichen SEFE Logo.

## Aktivitäten
SEFE Energy handelt und vertreibt Erdgas an Stadtwerke, regionale Versorger, Industriebetriebe und Kraftwerke in Deutschland und im europäischen Ausland. Als europäisches Energieunternehmen ist Wingas in Deutschland, Belgien, Frankreich, Großbritannien, Österreich, Tschechien, Dänemark und den Niederlanden aktiv. Der Marktanteil in Deutschland lag im Jahr 2014 bei 20 Prozent.
Neben der Vermarktung von Erdgas vermietet das Unternehmen seit 1996 freie Übertragungskapazitäten in seinem Kabelnetz an nationale und internationale Telekommunikationsunternehmen. Die Lichtwellenleiter (LWL-Kabel) sind neben dem Erdgasnetz der Schwestergesellschaft Gascade verlegt worden. Das Glasfaserkabelnetz erstreckt sich aktuell über eine Länge von 7.000 Kilometern.

### Gastransport
Gascade (vormals Wingas Transport) ist seit Februar 2012 als sogenannter Independent Transmission Operator (ITO) für den diskriminierungsfreien Betrieb des Ferngasnetzes zuständig.
Die Beteiligungen an den Pipelines NEL (Norddeutsche Erdgasleitung) und OPAL (Ostsee-Pipeline-Anbindungs-Leitung) werden von der WIGA Transport Beteiligungs-GmbH & Co. KG direkt gehalten.

### Gasspeicher
SEFE Storage ist seit Februar 2012 für das Speichergeschäft als unabhängige Tochter der SEFE Securing Energy for Europe tätig. Mit dem Gasspeicher Rehden betreibt SEFE Storage den größten unterirdischen Erdgasspeicher Westeuropas – mit einem Volumen von 3,9 Milliarden Kubikmetern Arbeitsgas. Das entspricht dem Jahresbedarf von zwei Millionen Einfamilienhäusern oder in etwa einem Fünftel der in Deutschland vorhandenen Speicherkapazität für Erdgas. Beim Speicher Rehden handelt es sich um ein ehemaliges natürliches Erdgasvorkommen, gefördert wurde seinerzeit durch Wintershall. Seit 2013 betreibt SEFE Storage im niedersächsischen Jemgum einen der größten Erdgaskavernenspeicher Deutschlands. Im Mai 2007 wurde der Erdgasspeicher Haidach bei Straßwalchen in Salzburg, welcher mit einem Speichervolumen von bis zu 1,2 Milliarden Kubikmetern Erdgas von der SEFE Storage vermarktet wird, als Joint Venture von der Rohöl-Aufsuchungs AG (heute: RAG Austria), Wingas und Gazprom Export gemeinsam in Betrieb genommen. Bis 2011 wurde der Speicher auf 2,6 Milliarden Kubikmeter ausgebaut. War der Gasspeicher Haidach ursprünglich lediglich an das deutsche Gasnetz angebunden, so wurde im Zuge der mit dem russischen Überfall auf die Ukraine 2022 einhergehenden Gasversorgungskrise eine Anbindung an das österreichische Leitungsnetz über die Pipeline Penta-West beschlossen.

## Firmenzentrale

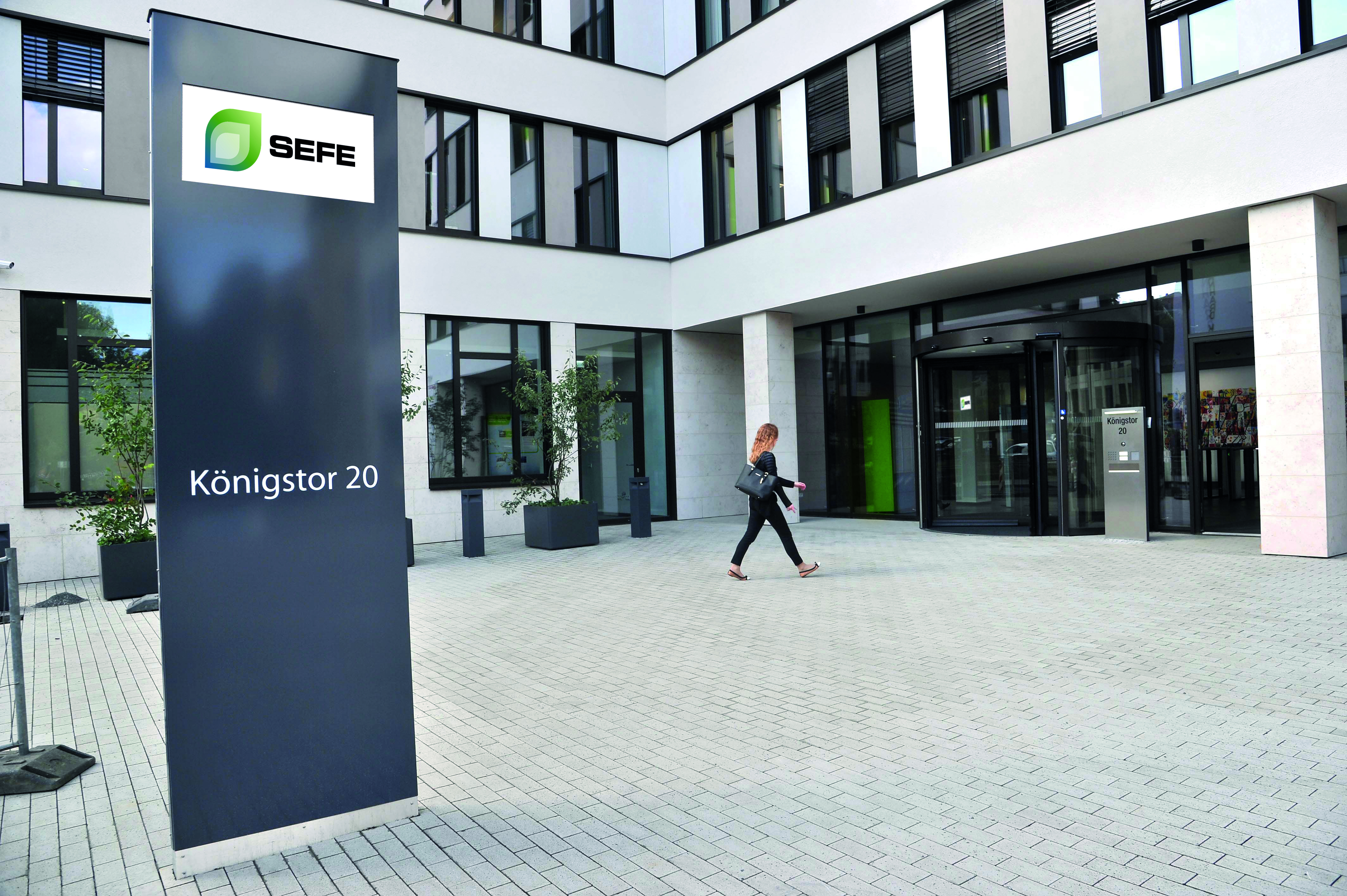
Firmenzentrale der SEFE Energy GmbH und der SEFE Storage GmbH am Königstor in Kassel (2024)

Aufgrund des starken Wachstums entschloss sich die Wingas 2013 zum Bau einer neuen Firmenzentrale in der Kasseler Innenstadt. Das Unternehmen zog im September 2015 aus den bisherigen Räumlichkeiten am Wintershall-Sitz in das neue Gebäude im Königstor um.